# خدنگ نواری
خدنگ نواری (نام علمی: Mungos mungo) نام یک گونه از سرده راه‌راه‌خدنگ است.